# 貫索增八
北冕座υ，又名BD+29 2803，HD 146738、SAO 84281、HR 6074，是北冕座的一颗恒星，视星等为5.78，位于銀經48.09，銀緯45.06，其B1900.0坐标为赤經16h 12m 44.4s，赤緯+29° 45.06′ 51″。